# How Stella Got Her Groove Back (film)
How Stella Got Her Groove Back is een Amerikaanse speelfilm uit 1998 onder regie van Kevin Rodney Sullivan. Het is een verfilming van de gelijknamige roman, geschreven door Terry McMillan.

## Verhaal
De film gaat over Stella, die de kost verdient als zakenvrouw. Ze is in de veertig, moeder, gescheiden en zeer succesvol. Wanneer ze echter op vakantie gaat naar Jamaica, aangespoord door haar vriendin, ontmoet ze de jonge Winston en hebben zij een affaire. Deze affaire dwingt haar om haar leven te overzien en een evenwicht te vinden tussen haar passionele verlangens en haar verantwoordelijkheden.

## Rolverdeling
| Acteur                  | Personage           |
| ----------------------- | ------------------- |
| Angela Bassett          | Stella Payne        |
| Taye Diggs              | Winston Shakespeare |
| Whoopi Goldberg         | Delilah Abraham     |
| Regina King             | Vanessa             |
| Glynn Turman            | Dr. Shakespeare     |
| Richard Lawson          | Jack                |
| Suzzanne Douglas        | Angela              |
| James Pickens jr.       | Walter Payne        |
| Michael J. Pagan        | Quincy Payne        |
| Lou Myers               | Uncle Ollie         |
| Phina Oruche            | Leslie James        |
| Sicily Sewell           | Chantel             |
| Phyllis Yvonne Stickney | Mrs. Shakespeare    |
| Philip Casnoff          | Kennedy             |
| Barry Shabaka Henley    | Buddy               |
| Carl Lumbly             | Judge Spencer Boyle |

## Trivia
- Het karakter "Winston Shakespeare" is gebaseerd op de echtgenoot van de schrijver van het boek.